# A Good Marriage (film)
Un bun mariaj (titlu original: A Good Marriage) este un film american thriller psihologic din 2014 regizat de Peter Askin. Rolurile principale au fost interpretate de actorii Joan Allen, Anthony LaPaglia, Kristen Connolly și Stephen Lang. Scenariul este bazat pe o nuvelă omonimă de Stephen King din colecția din 2010 Full Dark, No Stars. Filmul a fost lansat la 3 octombrie 2014.

## Prezentare
După 25 de ani fericiți de căsătorie, Darcy Anderson descoperă secretul sinistru al soțului său Bob și trebuie să ia măsuri drastice pentru a nu fi descoperit, totul pentru a-și proteja copiii.

## Distribuție
- Joan Allen - Darcy Anderson
- Anthony LaPaglia - Bob Anderson
- Kristen Connolly - Petra Anderson
- Stephen Lang - Holt Ramsay
- Cara Buono - Betty Pike
- Mike O'Malley - Bill Gaines
- Theo Stockman -  Donnie Anderson